# Alfred Lucie-Smith
Sir Alfred  Lucie-Smith (Demerara, Guayana Británica, 9 de enero de 1854 - 3 de junio de 1947) fue un juez colonial británico.

## Biografía
Fue el segundo hijo de Sir John Lucie-Smith, más tarde Presidente del Tribunal Supremo de Jamaica. Estudió en la Rugby School. 
Desde 1877 ejerció como abogado en la Guayana Británica. En 1879 fue nombrado Procurador General interino de la Guayana Británica.  Fue destinado a la Chipre británica (actual Chipre) en 1887 como presidente de los juzgados regionales de Famagusta y en Limassol.  Tras desempeñar el cargo de juez consular en Constantinopla, en 1896 fue nombrado juez residente de la parroquia de Kingston (actual Jamaica). Regresó a Guayana Británica como juez de primera instancia. 
En 1908 fue nombrado Presidente del Tribunal Supremo de Trinidad y Tobago (actual Trinidad y Tobago). Además, fue nombrado Sir o Caballero Bachiller en 1911. Se retiró en 1924

## Vida privada
Contrajo matrimonio en 1885 con Rose Alice en la iglesia Nuestra Señora del Monte en Demarara.  Tras enviudar se casó en 1901 en Kensington, con Mary Meta Ruth Palmer Ross.  Tuvo nueve hijos, siendo John Lucie-Smith Presidente del Tribunal Supremo de Sierra Leona. 